# Diaka Sidibé
Pour les articles homonymes, voir Sidibé.
Diaka Sidibé, est une femme politique guinéenne
Elle est Ministre de l'industrie et des petites et moyennes entreprises depuis le 29 juillet 2025.
Elle est Ministre du commerce, de l'industrie et des petites et moyennes entreprises du 13 mars 2024 au 29 juillet 2025.
Elle est la Ministre de l'Enseignement supérieur, de la Recherche scientifique et de l'Innovation dans le gouvernement dirigé par Mohamed Béavogui du 26 octobre 2021, puis celle de Bernard Goumou du 20 août 2022 au 19 février 2024.

## Biographie

### Enfance, formation et débuts
Obtenue son Doctorat de l'Université Abdelmalek Essaâdi de Tétouan au Maroc en 2015, elle est spécialisée en Géosciences.

### Parcours professionnel
Chef de département à l'université Roi Mohammed VI de Conakry entre janvier 2015 et octobre 2018 puis responsable de formation de l’entreprise AgroGuineeLab depuis janvier 2017.
Cumulativement, chef de département enseignement technique et formation professionnelle à l'autorité nationale d'assurance qualité dans l'enseignement, la formation et la recherche d'août 2018 à octobre 2019.
Avant d'être nommée ministre, elle occupe le poste de directrice générale de l’Institut supérieur des mines et de la géologie de Boké.
Elle accède par décret le 26 octobre 2021 à la fonction de Ministre de l'Enseignement supérieur, de la Recherche scientifique et de l'Innovation en remplacement de Aboubacar Oumar Bangoura,,.
Le 19 février 2024, le gouvernement Bernard Goumou dont il est membre est dissout par le Comité national du rassemblement pour le développement (CNRD).
Du 13 mars 2024 au 29 juillet 2025, elle est nommée Ministre du commerce, de l'industrie et des petites et moyennes entreprises dans le Gouvernement Bah Oury en remplacement Louopou Lamah. 
Le 29 juillet 2025, est est nommée Ministre de l'industrie et des petites et moyennes entreprises et cède le portefeuille du commerce a Fatima Camara de le meme gouvernement. 

## Prix et reconnaissance
- 2023 : Doctorat honoris causa de l'Institut supérieur des mines et de la géologie de Boké[8]
- 2022 : Prix africain de développement (PADEV 2022)[9].